# Pavlina Pajk
Pavlina Pajk, slovenska pesnica in pisateljica, * 9. april 1854, Pavia, Italija, † 1. junij 1901, Ljubljana.

## Življenje
Pavlina Pajk (roj. Doljak), slovenska pesnica in pisateljica, se je rodila 9. aprila 1854 v Pavii (Italija) materi Pavlini Milharčič in očetu Josipu Doljaku. Otroška leta je preživela v Milanu in Trstu. Po smrti obeh staršev je živela pri stricu Matiju Doljaku v Solkanu in nato pri bratu, ki je bil do slovenstva sovražno nastrojen. Štiri leta je obiskovala uršulinsko samostansko šolo v Gorici. Slovensko se je na skrivaj začela učiti šele pri šestnajstih letih, ko so v Doljakovo hišo zahajali zavedni slovenski izobraženci.  V tem času je začela pisateljevati in leta 1873 v Soči objavila svojo prvo črtico Prva ljubezen. V goriški čitalnici je nastopala kot recitatorka, začela je objavljati pesmi. Prebirala je nemške in italijanske klasike in Shakespeareja, od Slovencev pa sta jo navduševala Prešeren in Stritar. Zaradi bratovega nasprotovanja se je morala s slovenščino ukvarjati na skrivaj. Pri tem sta jo podpirala urednik Zore Janko Pajk in Josip Cimperman, s katerim sta si veliko dopisovala. Leta 1876 se je poročila z ovdovelim Jankom Pajkom in se preselila v Maribor, kar dvajset let pa sta zakonca živela v tujini (Gradec, Brno, Dunaj). 

## Delo
Pavlina Pajk velja skupaj z Luizo Pesjak za začetnico slovenskega ženskega romana in povesti, hkrati pa je tudi prva slovenska pesnica, ki je izdala pesniško zbirko (Pesni Pavline Pajkove, 1878). Osrednja idejna plast je pravica ženske do ljubezni in poroke.   V svojih prepričanjih ni bila na strani tistih, ki so zahtevali radikalno osamosvojitev ženske, temveč je feministične zahteve prilagodila slovenskim razmeram. Njeni pogledi na vlogo ženske v družbi so bili za današnje razmere tradicionalni, za slovensko družbo v 19. stoletju pa je bila njena miselnost napredna.

### Proza
Pavlina Pajk je napisala veliko proznih del. Najpomembnejše so dolge pripovedi, romani in aforizmi. Leta 1884 je v Kresu objavila članek Nekoliko besedic o ženskem vprašanju in s tem postala prva slovenska pisateljica, ki je javnosti izpostavila družbeno vlogo žensk. Objavljala je v celovškem časopisu Kres, Slovenskih večernicah in Koledarju Mohorjeve družbe, v časopisu Dom in svet, v Matici slovenski in v Ljubljanskem zvonu. Samo romana Ločeni srci  in Usodna idila sta ostala v rokopisu. Lotila se je pisanja žanra ženskega romana (Arabela, Slučaji usode, Dušne borbe), kateremu nacionalni žanrski sistem ni bil naklonjen. V slovenskem literarnem prostoru je bila v ospredju t. i. jurčičevski roman, z moško glavno osebo, mladim izobražencem kmečkega porekla, ki si prizadeva skozi poroko s premožno meščanko popraviti in utrditi svoj socialni status. Pajkova je pisala povsem drugačen tip proze, s katerim je v slovenski literarni prostor vnesla nekaj novega, zaradi česar je bila negativno vrednotena. Osrednjo vlogo v romanih Pavline Pajk ima ženska s svojo plemenitostjo, vztrajnostjo in pogumom. Največkrat je to mlado, lepo in osamljeno dekle meščanskega stanu, ki se zaljubi v moškega iz višjega stanu. Znajde se v ljubezenskem trikotniku, ki se srečno konča. Revno dekle s poroko obogati in pridobi višji družbeni položaj. Idealni moški liki ženskega romana so profesor, zdravnik in inženir. 
Dogajalni prostor njenih romanov je podeželska graščina kakega zdraviliškega kraja (Slučaji usode, Dušne borbe), novel pa meščanska vila (Roka in srce, Mačeha). Povesti se dogajajo na vasi (Planinska idila), zato so glavne osebe kmetje in delavci. Dogajanje je v romanih prepleteno s spletkami, v povestih pa je poudarjena moralna drža junakinje. Imena glavnih oseb so po izvoru tuja: Ada, Arabela, Arnold, Bruno, Evfemija, Ervin, Kornelija, Otmar, Sidonija, Silvija, Samuel idr. 
Leta 1876 je v Zori objavila razmišljanje Občutki na novega leta dan, v katerem je poudarila, da je ljubezen za žensko najpomembnejši življenjski cilj in je ključna za njeno srečo. Svoj življenjski moto "Ljubiti — misliti – delati!", ki ob ljubezen postavlja še razmišljanje in delovanje, ji predstavlja rešitev iz otožnosti. 
Njeno delo je bilo tako popularno, da je založnik Dragotin Hribar izdal zbrane spise, ki so izšli leta 1893 in 1895 v dveh zvezkih.

### Poezija
Leta 1878 je v Mariboru izdala pesniško zbirko z naslovom Pesmi. V njej je triinpetdeset pesmi, ki jih je od leta 1874 objavljala v Zori, Kresu in Koledarju Mohorjeve družbe. Z dodanimi enajstimi novimi pesmimi je zbirko ponatisnila v Zbranih spisih I v Celju leta 1893. 
V pesmih je opisovala minljivo mladostno ljubezen, življenjsko razočaranje, družinsko in domovinsko ljubezen, v ospredje pa postavlja pomen ljubezni, ljubezenske sreče in materinstva. Pomen slednjega je poudarjen v ciklu osmih pesmi Materni glasovi, ki je bil prvotno objavljen v Zori 1877. Materinsko vlogo izpovedovalka cikla sprejema kot sveto in vzvišeno dolžnost ljubezni in vzgoje otroka. Pravi, da je materinstvo ločnica, ki loči mladenko od zrele ženske.
Dotaknila se je tudi avtobiografske teme izseljenosti iz domačega okolja. Napisala je štiripesemski cikel, kjer občuti domotožje, saj živi v tujini, kjer ne razumejo njenega jezika. V pesmi Slovo od domovine se pesnica poslavlja od "goriške domovine", svoje družine in prijateljev.

## Spor z naturalisti
Prvi je bil Anton Kos (Spectabilis), ki je napisal kritiko novele Roka in srce, Pavlina pa mu je odgovorila s »Poslanico«. Lampe je njene Zbrane spise v splošnem spremljal s pohvalo, toda v zasebnem dopisovanju je grajal njen jezik, neizrazitost in neresničnost oseb. Njeni romantiki in idealizmu se je uprl naturalist Govekar, ki je odklanjal njene aforizme, Dušne borbe, Slučaje usode in Planinsko idilo. Očital jim je trivialnost, šablonskost, zgledovanje pri nemški pisateljici Marlitt in srečen konec s poroko. Na prve napade in kritike je najprej odgovoril mož Janko Pajk v štirih člankih Manevri naše nove literarne šole, nato pa še Pavlina Pajk pod imenom Rodoljubkinja, ki je naturalistom očitala njihov realizem. 
Konflikt Pajkove z naturalisti je svoj vrh doživel ob izidu romana Slučaji usode 1897. Naturalisti so ga brezobzirno skritizirali, Anton Slodnjak pa ji je v Zgodovini slovenskega slovstva (1963) priznal, da si je edina od naših literatov tedaj upala prikazovati srednjeevropsko plemiško-buržoazno družbo. 

## Vplivi
Pajkovo je skoraj ves čas njenega ustvarjanja spremljal očitek, da je posnemovalka Eugenie Marlitt, ki je od konca osemdesetih let 19. stoletja veljala za avtorico manjvredne književnosti. O odnosu Pavline Pajk do romanov Eugenie Marlitt lahko danes le domnevamo. V njenih tekstih in pismih imena nemške pisateljice ni. Če sklepamo po Stritarjevem kratkem zapisu »če vas imenujejo slovensko Marlitt, ni se Vam treba sramovati tega priimka«, je možno, da se Pajkova ni sramovala primerjav z Marlittovo. Na njeno pisateljevanje je do neke mere vlivala tudi francoska pisateljica George Sand (1804—1876), saj je Pajkova o njej napisala prvi nekrolog v slovenskem jeziku. 

### Poezija
- Pesni Pavline Pajkove (Maribor 1878)

### Proza
- Odlomki iz ženskega dnevnika (Zora 1876)
- Roka in srce (Kres 1881)
- Blagodejna zvezdica (Kres 1881)
- Mačeha (Kres 1882)
- Pripovestnik v sili (Kres 1883)
- Očetov tovariš (Kres 1884)
- Nekoliko besedic o ženskem vprašanju (Kres 1884)
- Arabela (Kres 1885)
- Dora (Slovenske večernice 1885)
- Dneva ne pove nobena pratika (Koledar Mohorjeve družbe 1886)
- Domačija nad vse (Družba sv. Mohorja 1889)
- Najgotovejša dota (Slovenske večernice 1892)
- Aforizmi o ljubezni (Ljubljanski zvon 1892)
- Najdenec (Slovanska knjižnica 1894)
- Obljuba (Ljubljanski zvon 1894)
- Prijateljev sin (Dom in svet 1894)
- Iz spisov Pavline Pajkove (Gorica 1893)
- Aforizmi o prijateljstvu (Ljubljanski zvon 1894)
- Aforizmi o ženstvu (Dom in svet 1894)
- Planinska idila (Knezova knjižnica 1895)
- Spomini tete Klare (Dom in svet 1895)
- Roman starega samca (Ljubljanski zvon 1895)
- Igra s srečo (1895)
- Kako pridemo do sreče? (Dom in svet 1895)
- Dušne borbe (Ljubljanski zvon 1896)
- Judita (Dom in svet 1896)
- Slučaji usode (Slovanska knjižnica 1897)
- Uslišana (Dom in svet 1900)
- Predsmrtni aforizmi (Dom in svet 1902)
- Življenja križi (Koledar Mohorjeve družbe 1903)